# Xiaobi
Xiaobi (kinesiska: 小碧, 小碧乡) är en socken i Kina. Den ligger i provinsen Hunan, i den södra delen av landet, omkring 100 kilometer väster om provinshuvudstaden Changsha. Antalet invånare är 13715. Befolkningen består av 6 609 kvinnor och 7 106 män. Barn under 15 år utgör 18,0 %, vuxna 15-64 år 70 %, och äldre över 65 år 10,0 %.
Genomsnittlig årsnederbörd är 1 741 millimeter. Den regnigaste månaden är maj, med i genomsnitt 279 mm nederbörd, och den torraste är oktober, med 50 mm nederbörd.